# Heinz Graffunder
Heinz Graffunder (Berlino, 23 dicembre 1926 – Berlino, 9 dicembre 1994) è stato un architetto tedesco.
Fu uno dei maggiori architetti della Repubblica Democratica Tedesca, attivo soprattutto a Berlino Est; noto per essere il progettista del Palast der Republik, collaborò alla progettazione dei grandi quartieri residenziali di Fennpfuhl, Hellersdorf e Marzahn.